# محمد ظافر شاغليان
محمد ظافر شاغليان ((بالتركية: Mehmet Zafer Çağlayan)‏) (مواليد 10 نوفمبر 1957،موش) كردي الأصل، هو رجل أعمال وسياسي تركي وسياسي.

## شبابه، تعليمه وحياته المهنية
هاجرت عائلته قبلا من ازميت ومنها إلى انقرا. تخرج عام 1980 من كلية الهندسة جامعة غازي قسم الهندسة الميكانيكية واتجه إلى قطاع أنظمة صناعة الألومنيوم.
في انتخابات الغرفة الصناعية بانقرا عام 1987 أُختير عضوا في مجلس الغرفة وهو في عمر الثلاثين كونه العامل الأصغر سناً. في عام 1989 اُختير لمجلس إدارة الغرفة لصناعية بانقرا أما في عام1991 اُختير كنائب رئيس مجلس الإدارة. في عام 1995 في الانتخابات التي أجريت في الغرفة الصناعية بانقرا اُختير لرئاسة مجلس الإدارة ليكون بذلك أصغر رئيس للغرفة الصناعية بأنقرا. وباحتلاله هذا المنصب حتى عام 2007 حصل على اسم صاحب أطول فترة رئاسية. وفي نوفمبر 1995 في الانتخابات التي اُجريت في الغرفة الصناعية بانقرا أُختير لرئاسة مجلس الإدارة واستمر في هذه الوظيفة حتى عام 2007 فأصبح بذلك الرئيس صاحب أطول فترة رئاسية في الغرفة الصناعية بانقرا. في الوقت الذي كان يحتل فيه رئاسة الغرفة الصناعية بانقرا لعب دورا مهما في مجيئ تشكيل منظمة المنطقة الصناعية بانقرا [التركية] هذه الأيام. وفي عام1997 أثناء رئاسته للغرفة الصناعية بانقرا أُختيرت «كأنجح مؤسسة» بفضل أعماله المتعلقة بالشركات الصغيرة والمتوسطة (KOBI). بعد زلزال أغسطس الذي وقع عام 1999، وضع اقتراحات حوالة الزلزال و التكلفة العسكرية [التركية]. حصلت الدولة على مليار مارك ألمانى بفضل هذه الأعمال.
في أثناء رئاسته للغرفة الصناعية بانقرا كانت له أعمال أخرى افادت الدولة منها؛ تطبيق الحد الأدنى للأجور إقليميا، ومشروع الاعتراف بالأناضاول التي تطورت بسبب الشركات الصغيرة والمتوسطة، وبيع مساكن النواب وأراضي الشعب. وبين أعوام 1996-1998، 2002-2005 و 2005 -2007 احتل وظيفة مساعد رئيس اتحاد الغرف و تبادل البضائع التركية [التركية].

## حياته السياسية
في 12 يوليو 2007 أُختير كنائب انقرا من حزب العدالة والتنمية. قام بالأعمال الوزارية في حكومة الستينيات لوزارة التجارة والصناعة ووزارة الدولة المسؤولة عن التجارية الداخلية والخارجية.
في القرن 24 دخل مجددا للبرلمان التركى كنائب مرسين وعُيّن بوزارة الاقتصاد.
يتقن اللغة الإنجليزية، ومتزوج وأب لطفلين. بالإضافة أنه عضو هيئة مجلس أمناء مؤسسة البحوث الاقتصادية التركية وعضو بجامعة التكنولوجيا والاقتصاد (TOBB) [التركية].

### تحقيق الرشاوى وابتزاز السابع عشر من ديسمبر
في السابع عشر من ديسمبر عام 2013 اُعتقل اوغلو صالح جاغان شاغلايان رهن التحقيق بسبب ادعاءات الابتزاز من قبل رئيس نيابة إسطنبول. بعد ذلك تم اعتقاله من قبل الحكومة التي أخرجته.
و بسبب التحقيق استقال من منصب وزارة الاقتصاد في تاريخ 25 ديسمبر 2013 .
تم إطلاق سراح اوغلو صالح كاغان شاغليان بتاريخ 24 فبراير 2014.

### تصويت الديوان السامي
أُعلن ارتكابه لجرائم «الرشوة والاستخدام السئ للوظيفة، وخلط الفساد بالمناقصة والتهريب» من أجل استطاعة فتح تحقيق العقوبة في حقه. دوام المؤتمر الذي انعقد بتاريخ 5 مايو 2014 في البرلمان التركى على المقابلات حتى تاريخ 5 يناير 2015 وأخذ قرار بعدم إرسال الوزراء إلى الديوان السامي. نتيجة للتصويت الذي تم في البرلمان أُصدر قرار بعدم ذهاب الوزراء إلى الديوان السامى. في تصويت شاغليان تم التصويت ب 242 موافقة في مقابل 264 عد موافقة ومن بينهم 7 نواب احتفظوا بأصواتهم وصوت فارغ ثلاثة أصوات باطلة.